# 鄭茂
鄭茂（1526年—1584年），字士元，號壺陽，福建興化府莆田縣辰门兜（今莆田市荔城区拱辰街道）人，明朝政治人物。

## 生平
嘉靖二十二年（1543年）癸卯科福建鄉試第三十八名。嘉靖三十二年（1553年）癸丑科進士。礼部观政，除浙江海盐县知县，因抗擊倭寇有功，擢兵科给事中，三十六年十月往大同勘宣大总督杨顺、巡按御史路楷赃罪，升吏科右，三十九年五月升礼科左，九月升户科都给事中。四十一年二月升浙江左参政，四十三年八月升河南按察使，考察不及降广东右参政。隆慶五年（1571年）十一月降补广西按察司副使，万历初致仕。萬曆十二年卒，年五十九。

## 家族
曾祖鄭傑，教諭；祖父鄭珂；父鄭敬道，弘治辛酉舉人，廣東河源知縣。嫡母林氏；生母林氏。兄菽、莃、蒪、藻（驿丞）、芾、郑芸（御史）、菁、菃、菔（省祭官）、萃、藥、荩、荐，弟郑艾。第三子郑泾(1577年—1635年)，字若湜，更名波若，晚字巨济，号方壶，諸生。